# Valle Hermoso

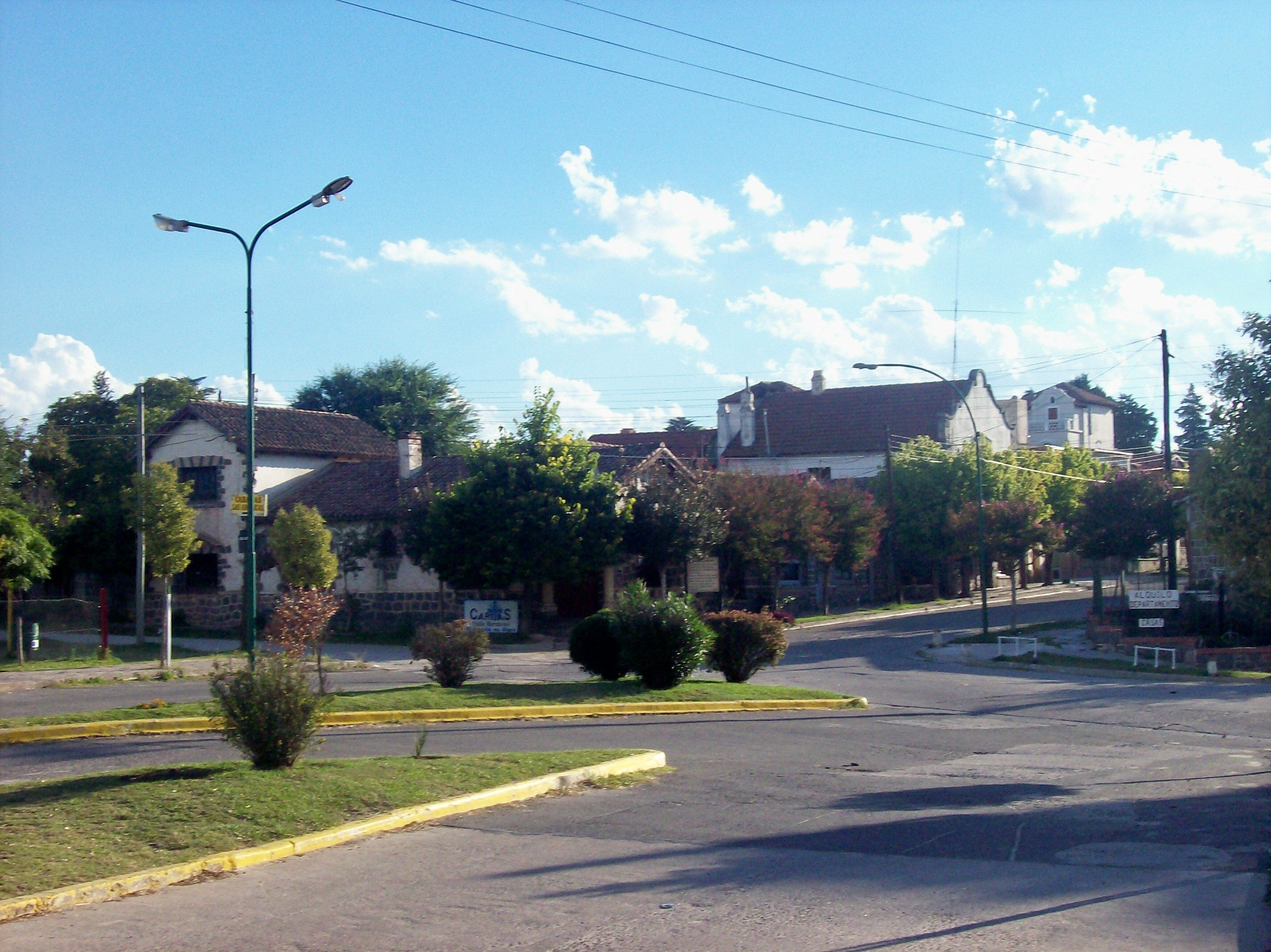
Bairro de San Hermoso, em Valle Hermoso.

Valle Hermoso é um município da província de Córdova, na Argentina.